# Music of Hawaii (album)
Music of Hawaii – album kompilacyjny z 1939 roku zawierający pięć płyt winylowych o prędkości 78obr./min. nagranych przez Binga Crosby’ego, Harry’ego Owensa, Raya Kinneya i Teda Fio Rito. Został opracowany i wydany przez wytwórnię Decca Records z numerem katalogowym A-10, co wskazuje na to, że był to jeden z pierwszych albumów wydanych przez tę wytwórnię. Znalazły się na nim utwory z muzyką hawajską, będące zbiorem najpopularniejszych piosenek tego gatunku w latach 30. XX wieku.
Jest to pierwszy album muzyczny, na którym znalazły się utwory Crosby’ego.

## Albumy 78 obr./min
Historycznie termin „album” był stosowany do zbioru różnych pozycji przechowywanych w formacie książkowym. W kontekście muzycznym słowo to było używane do określania zbiorów krótkich utworów muzycznych z początku XIX wieku. Później kolekcje powiązanych płyt 78 obr./min (singli) były zbierane w albumach przypominających książki (jedna strona płyty 78 obr./min mogła pomieścić tylko około 3,5 minuty dźwięku). Jedynym sposobem, w jaki można było złożyć „album”, była sprzedaż kilku 78-tek w oprawionym zestawie. Te zestawy, znane jako folio, cieszyły się coraz większą popularnością. Chociaż początkowo były one przeznaczone tylko to przechowywania płyt – puste albumy, do których właściciel mógł wstawiać dowolne 78-tki – pomysł wykorzystania motywu do łączenia płyt w folio zyskał popularność. Pod koniec lat 30. trend ten rozwinął się do tego stopnia, że artyści wchodzili do studia, aby nagrać sześć lub osiem tytułów z myślą o folio. To w efekcie było narodzinami albumu koncepcyjnego, chociaż dopiero po upowszechnieniu się płyt LP zaczęto stosować ten termin.
Pierwszym albumem wydanym przez Decca Records, prawdopodobnie w 1938 roku, był album Moussorgsky Songs Vladimira Rosinga, o numerze katalogowym A-1. Kolejnym wczesnym albumem był Music of Hawaii, do którego w 1938 roku nagrano osiem piosenek. Być może, aby zwiększyć jego popularność, do albumu dodano dwie hawajskie piosenki Binga Crosby’ego, które zostały nagrane dwa lata wcześniej.

## Lista utworów
Utwory znalazły się w 5-płytowym albumie o prędkości 78 obr./min, Decca Album No. A-10.
Płyta 1: (880)
1. „Song of the Islands”, nagrany 23 lipca 1936 przez Binga Crosby’ego, z Dickiem McIntire i His Harmony Hawaiians
2. „Aloha Oe (Farewell to Thee)”, nagrany 23 lipca 1936 przez Binga Crosby’ego, z Dickiem McIntire i His Harmony Hawaiians

Płyta 2: (1908)
1. „Hawaiian Paradise”, nagrany 13 kwietnia 1938 roku przez Harry’ego Owensa i jego orkiestrę
2. „My Isle of Golden Dreams”, nagrany 4 kwietnia 1938 przez Harry’ego Owensa i jego orkiestrę

Płyta 3: (1909)
1. „My Little Grass Shack in Kealakekua, Hawaii”, nagrany 20 kwietnia 1938 roku przez Teda Fio Rito i jego orkiestrę
2. „King Kamehameha”, nagrany 20 kwietnia 1938 przez Teda Fio Rito i jego orkiestrę

Płyta 4: (1910)
1. „Across the Sea”, nagrany 1 czerwca 1938 roku przez Raya Kinneya and His Hawaiians
2. „Ho'onanea Hula”, nagrany 1 czerwca 1938 roku przez Raya Kinneya and His Hawaiians

Płyta 5: (1911)
1. „Old Plantation”, nagrany 1 czerwca 1938 roku przez Raya Kinney and His Hawaiians
2. „King’s Serenade”, nagrany 1 czerwca 1938 roku przez Raya Kinney and His Hawaiians